# Lucy Westenra
Lucy Westenra è un personaggio del libro Dracula di Bram Stoker. Amata dal dottor Seward, da Quincey Morris e da Lord Arthur Holmwood, viene morsa e trasformata in vampiro dal conte Dracula in persona, nonostante i tentativi effettuati da Abraham Van Helsing per salvarla. L'episodio serve al dottor Van Helsing per far accettare al dottor Seward, Quincey e Arthur l'esistenza del sovrannaturale e dei vampiri.

## Biografia del personaggio
Lucy Westenra è una donna "bionda, schiva e in attesa che arrivi l'uomo giusto per sposarla". Non è però una donna passiva: ha tre corteggiatori, e scrive all'amica Mina che vorrebbe sposarli tutti, così nessuno di loro si sentirà triste. Tutti e tre le fanno la proposta di matrimonio lo stesso giorno: Arthur Holmwood, il ricco figlio di Lord Godalming; Quincey Morris, un avventuriero americano; e il dottor John Seward , uno psichiatra, e lei sceglie Holmwood. Lucy si ammala e, con grande sgomento degli uomini, non è possibile trovare alcuna spiegazione sul motivo per cui le sue forze la stanno abbandonando. È allora che il dottor Seward convoca dai Paesi Bassi il dottor Abraham Van Helsing, il quale riesce a dedurre che un vampiro si è nutrito di lei. Van Helsing tenta di contrastare Dracula proteggendo la casa con l'aglio , ma non ha successo quando la madre di Lucy, non conoscendo gli effetti che l'aglio ha contro i vampiri, lo rimuove. Mentre Van Helsing e Seward sono assenti, un grande lupo (implicito che sia Dracula in una forma diversa o controllato da lui) li attacca provocando la morte della madre di Lucy per un attacco di cuore e sua figlia è vicina alla morte quando Van Helsing e Seward sono assenti. Seward va a trovarla con Arthur e Quincy la mattina successiva. Tuttavia, sotto l'influenza del vampiro, diventa incline al sonnambulismo e viene trascinata fuori, dove il conte la prosciuga fatalmente del sangue. Nei suoi ultimi istanti, il suo lato vampirico emerge e quasi cerca di mordere Arthur, ma Lucy riacquista i suoi sensi umani e prima di morire chiede ad Abraham Van Helsing di proteggere Holmwood.
Una settimana dopo la sua sepoltura, Lucy risorge dalla tomba come vampiro, attaccando i bambini, che Van Helsing identifica dai segni rivelatori di morsi sui loro colli e dal momento della sua morte e dall'inizio degli attacchi. Mentre visitano la sua tomba dopo il tramonto, gli uomini incontrano il suo cadavere non morto che si nutre di un bambino. Lontano dalla giovane donna pura e di buon cuore che era in vita, appare come una tentatrice predatrice. Seward descrive il vampiro come: “Lucy Westenra, ma quanto è cambiata. La dolcezza si trasformò in adamantina, crudeltà senza cuore, e la purezza in voluttuosa sfrenatezza".
Tenta di sedurre il suo ex fidanzato, ma Van Helsing la respinge con un crocifisso . Il vampiro fugge nella sua tomba al sorgere del sole, permettendo a Van Helsing e ai suoi corteggiatori di aprire la sua bara e piantarle un paletto di legno nel cuore, distruggendo il vampiro e permettendo a Lucy di riposare in pace. Per assicurarsi che Dracula non la reclami, le riempiono anche la bocca di aglio prima di decapitarla e saldare il coperchio alla sua bara. La morte di Lucy motiva i suoi corteggiatori e Mina a unire le forze con Van Helsing e Jonathan Harker nella caccia e nella distruzione di Dracula per rappresaglia.

## Contesto storico
Secondo Sally Ledger, Lucy "è a prima vista un archetipo della femminilità vittoriana " ma in seguito condivide caratteristiche con l'ideale allora femminista della Nuova Donna . 
Leslie Ann Minot ha sottolineato, in un saggio del 2017 su Lucy Westenra e altri personaggi femminili del XIX secolo, che se Dracula è una rappresentazione palese di un mostro sessualizzato, allora Westenra è problematica poiché i suoi attacchi ai bambini equivarrebbero quindi alla "dolce Lucy che molesta sessualmente bambini piccoli"; Minot vede questo come uno dei motivi per cui il personaggio ha ricevuto meno attenzione di altri. Storicizza il personaggio (e il romanzo) ponendolo sullo sfondo di una serie di casi ben pubblicizzati di molestie e abusi sui bambini da parte di figure materne, in particolare nel contesto dell'allevamento dei bambini , citando il caso di Margaret Waters. La società vittoriana aveva iniziato a interessarsi al benessere dei bambini, dando vita al Factory Act del 1891 e alla fondazione della SPCC, che sarebbe diventata la Società nazionale per la prevenzione della crudeltà verso i bambini . 
Stoker era ben consapevole di questi sviluppi ed era amico intimo di WT Stead, il direttore del giornale che sosteneva l'SPCC, pubblicò resoconti spaventosi di abusi sui minori e fu lui stesso incarcerato per il rapimento di una ragazza di 13 anni, da lui organizzato come manifestazione. . Stoker ha utilizzato nel romanzo ritagli di giornale che sono pastiches degli scritti sensazionalistici di Stead e altri sulla prostituzione minorile , in particolare " The Maiden Tribute of Modern Babylon " di Stead , e descrive le vittime delle classi inferiori più o meno allo stesso modo. Il loro discorso infantile porta a "bloofer lady" come modo infantile di dire "bella signora". Questa "signora bloofer" parla ai bambini e li attira con la promessa di ricchezze e giochi, e dopo essere tornati, portando segni di morsi, diventano emaciati e deboli e desiderano tornare dalla "signora bloofer". Tutto questo è descritto con un linguaggio simile a quello dei giornali sulle donne che seducono i bambini per spingerli alla prostituzione. Minot definì anche Lucy "una madre-parodia demoniaca, che prende nutrimento dai bambini invece di darglielo".

## Nella cultura popolare

### Cinema e serie tv
- Nel film Nosferatu del 1922, Lucy viene interpretata da Ruth Landshoff. Ruth (un personaggio simile a Lucy) è la sorella del costruttore navale Harding, nel film muto tedesco del 1922
- Nel film Dracula del 1931, Lucy viene interpretata da Frances Dade. Sebbene il film sia basato sull'adattamento teatrale, che ha cambiato i nomi di Mina e Lucy, il film della Universal mantiene il nome del romanzo di Stoker. Tuttavia, il cognome di Lucy è stato cambiato in Weston.
- Nel film Dracula del 1931, Lucy viene interpretata da Carmen Guerrero. Nella versione in lingua spagnola della Universal dello stesso anno, Carmen Guerrero interpreta Lucia Weston.
- Nel film Drakula Istanbul'da del 1953, Lucy viene interpretata da Ayfer Feray. In questo adattamento turco, il personaggio di Sadan è basato su Lucy
- Nel film Dracula il vampiro del 1958, Lucy viene interpretata da Carol Marsh. Lucy è raffigurata come la sorella di Arthur Holmwood, ribattezzata Lucy Holmwood, con Jonathan Harker che è il suo fidanzato. Diventa una vittima, e in seguito "sposa" di Dracula come vendetta contro Jonathan per aver distrutto la sua ex sposa.  Lucy incontra la stessa sorte del suo personaggio letterario, sebbene cerchi di attaccare Arthur prima di essere distrutta. L'adattamento di Hammer è stato riconosciuto come il primo ad adattare fedelmente la trama di Lucy dal romanzo in cui si ammala, diventa un vampiro e infine muore.
- In un altro film Hammer, Twins of Evil (it. Le Figlie di Dracula) di John Hough del 1971, il personaggio di Frieda (Madeleine Collinson) rammenta Lucy Westenra come prima vittima del Conte Karnstein, per poi essere uccisa dall'ammazzavampiri interpretato da Peter Cushing (iconico Van Helsing dei Dracula Hammer). La sorella gemella Maria (Mary Collinson) è invece chiaramente ispirata a Mina.
- Nel cult blaxploitation Blacula del 1972 il personaggio di Nancy (Emily Yancy) ricorda quello di Lucy Westenra.
- Nel film Dracula di Bram Stoker del 1992, Lucy è interpretata da Sadie Frost. In questa versione diretta da Francis Ford Coppola, Lucy viene erotizzata ben oltre la sua incarnazione letteraria, diventando più che seducente e civettuola, addirittura tentatrice. Viene trascinata negli artigli di Dracula a causa del suo sonnambulismo. Ha anche i suoi tre corteggiatori presenti come nel romanzo.

- Nel film Dracula morto e contento del 1995, Lucy viene interpretata da Lysette Anthony. La parodia di Mel Brooks.

- Nel film Dracula's Legacy - Il fascino del male (Dracula 2000), opera che rivisita in chiave moderna il romanzo di Stoker, è un'amica di Mina e commessa in un negozio di dischi, sedotta e vampirizzata da Dracula divenendone la sposa per poi essere uccisa proprio da Mina. È interpretata dalla cantante statunitense Vitamin C (Colleen Ann Fitzpatrick).

- Nella serie televisiva Dracula del 2012, Lucy viene interpretata da Katie McGrath. In questa versione, Lucy Westenra è lesbica e nutre in segreto sentimenti romantici per Mina.
- Nel Dracula 3D di Dario Argento è interpretata dalla figlia del regista Asia. Il nome resta Lucy, il cognome è cambiato in Kisslinger.
- Nella miniserie televisiva Dracula del 2020, Lucy viene interpretata da Lydia West. Nella miniserie della BBC del 2020, Lucy Westenra viene presentata come una festaiola moderna e promiscua e una vittima/associata consenziente di Dracula. Tuttavia, dopo essere stata cremata prima di potersi risvegliare come vampiro, trascorre alcune ore apparentemente illudendosi di essere ancora bella prima di essere costretta ad affrontare il suo vero aspetto, dopo di che si suicida.
- Nel film The Ceremony - Invito mortale del 2022, Lucy è interpretata da Alana Boden. Qui è ritratta come una delle spose al matrimonio e già un vampiro. Forma un legame con la protagonista, Evie, e alla fine si sacrifica per poter scappare.
- In Nosferatu di Robert Eggers (2024) il personaggio di Anna Harding (lo stesso del film di Murnau) è ispirato a Lucy Westenra. È interpretata da Emma Corrin.

### Teatro
- La prima produzione teatrale fu un adattamento dello stesso Stoker, rappresentato una sola volta, al Lyceum Theatre il 18 maggio 1897 con il titolo Dracula, o The Undead ; La signorina Foster ha interpretato la parte di Lucy Westenra.
- Nell'opera teatrale Dracula del 1924 di Hamilton Deane, il personaggio si chiama Lucy Westera ed è già morta all'inizio dell'opera. Nel 1927 John.L.Balderston revisionò l'opera per il pubblico americano e i nomi dei personaggi femminili furono scambiati. Il personaggio di Lucy ora si chiama Mina Weston e anche lei è già morta all'inizio della commedia. Il personaggio di Mina si chiama ora Lucy Seward, la figlia del dottor Seward, che cade sotto il potere di Dracula ma viene salvata dalla morte alla fine dell'opera. Dorothy Peterson ha interpretato il ruolo di Lucy Seward nella produzione dell'opera a Broadway.
- Nell'argentino Drácula, el musical, di Pepe Cibrián e Angel Mahler, Lucy è stata interpretata da Paola Krum (1991 e 1992), Alejandra Radano (1994), Karina K (1997), Romina Groppo (2000), Georgina Frere (2003). , Florencia Benítez (2007), Georgina Reynaldi (2007), Luna Perez Lening (2011).
- In Drácula Siglo XXI (2011) del compositore argentino Pablo Flores Torres , è interpretata da Gabriela Moya Grgic
- In Dracula, The Musical, uscito a Broadway nel 2004, Lucy Westenra è stata interpretata da Kelli O'Hara .
- Nel 2006, Gabrielle Destroismaisons ha interpretato Lucy in una produzione musicale franco-canadese Dracula - Entre l'amour et la mort.
- Nel 2011, Anaïs Delva ha interpretato il ruolo di Lucy Westenra nel musical francese Dracula – L'amour plus fort que la mort.
- Nel 2023, Ailsa Davidson ha interpretato il ruolo di Lucy Westenra nella produzione del National Theatre of Scotland di Dracula: Mina's Reckoning.

### Letteratura
- Nel dicembre 2010, Simon e Schuster (Gallery Books) hanno pubblicato "La storia segreta di Elizabeth Tudor, Vampire Slayer" presumibilmente raccontata a Lucy Weston.

### Fumetti
- Lucy Westenra ha diverse apparizioni nei fumetti Marvel - principalmente in rivisitazioni della storia di Dracula, compilate da Bram Stoker - e ha (con il suo nome occasionalmente scritto in modo errato) una voce nel Manuale ufficiale dell'Universo Marvel .
- Lucy è un personaggio centrale nel fumetto WildStorm (poi DC), Victorian Undead 2: Sherlock Holmes vs Dracula . Nella storia, il suo destino umano è lo stesso del romanzo, ma la storia devia poiché il suo fidanzato, Arthur Holmwood, aiuta a portare via il suo corpo prima che Van Helsing, Quincy Morris e il dottor Seward possano impalarla, permettendole di diventare un vampiro. Lucy si allea con Dracula e attacca gli eroi mentre supervisiona una piaga architettata dal conte. Holmes riesce a ferirla gravemente al viso con un razzo, sfregiandola. Per riprendersi, Lucy tradisce Arthur, si nutre e lo uccide per recuperare le sue fattezze. Quando i cacciatori arrivano al nascondiglio di Dracula, lei guida le Spose di Dracula ad attaccare il gruppo. Tuttavia, quando due delle spose vengono uccise, lei offre uno scambio uccidendo per loro l'ultima sposa in cambio della sua vita. Fugge, ma non prima di essersi scusata con Johnathan Harker per la morte di Mina (che, in questa interpretazione, è stata morsa da Dracula e si è tolta la vita dalla luce del sole per evitare di diventare un vampiro), sostenendo che "non sa cosa si perde". Il libro si conclude con la vampirica Lucy ancora in libertà mentre i cacciatori si concentrano sull'impedire a Dracula di uccidere la regina d'Inghilterra